# Saint-Félix (Oise)
Saint-Félix ist eine französische Gemeinde mit 618 Einwohnern (Stand 1. Januar 2022) im Département Oise in der Region Hauts-de-France. Sie gehört zum Arrondissement Clermont und zum Kanton Mouy. Die Gemeinde hieß früher Bourg-Lançon.

## Lage
Die Gemeinde Saint-Félix liegt am Thérain etwa auf halbem Weg zwischen den Städten Beauvais und Creil. Entlang des Flusses Thérain gibt es etwa ein Dutzend Teiche, teilweise aus gefluteten Kiesgruben entstanden, die heute als Angelgewässer dienen. Nachbargemeinden von Saint-Félix sind La Neuville-en-Hez im Norden, Hondainville im Nordosten, Osten und Südosten, Heilles im Süden sowie Hermes im Westen.

## Bevölkerungsentwicklung
| Jahr                       | 1962 | 1968 | 1975 | 1982 | 1990 | 1999 | 2010 | 2021 |
| Einwohner                  | 254  | 226  | 221  | 348  | 417  | 486  | 607  | 613  |
| Quellen: Cassini und INSEE |      |      |      |      |      |      |      |      |

## Sehenswürdigkeiten
- Kirche Saint-Félix, Monument historique[1]
- Bürstenmuseum (Musée de la brosserie) in der alten Wassermühle, Monument historique[2]
- ehemaliges öffentliches Waschhaus (Lavoir)

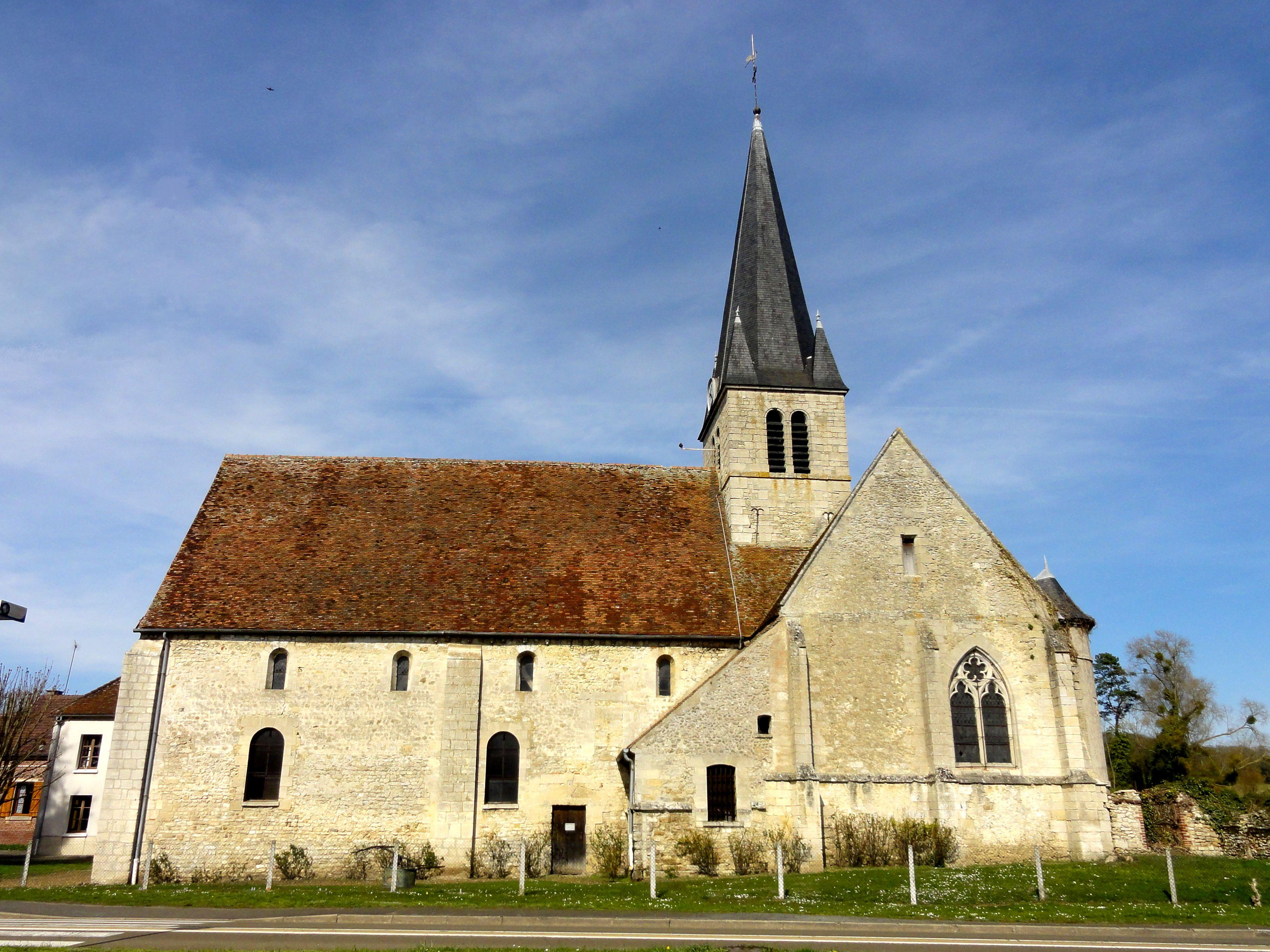
Kirche Saint-Félix
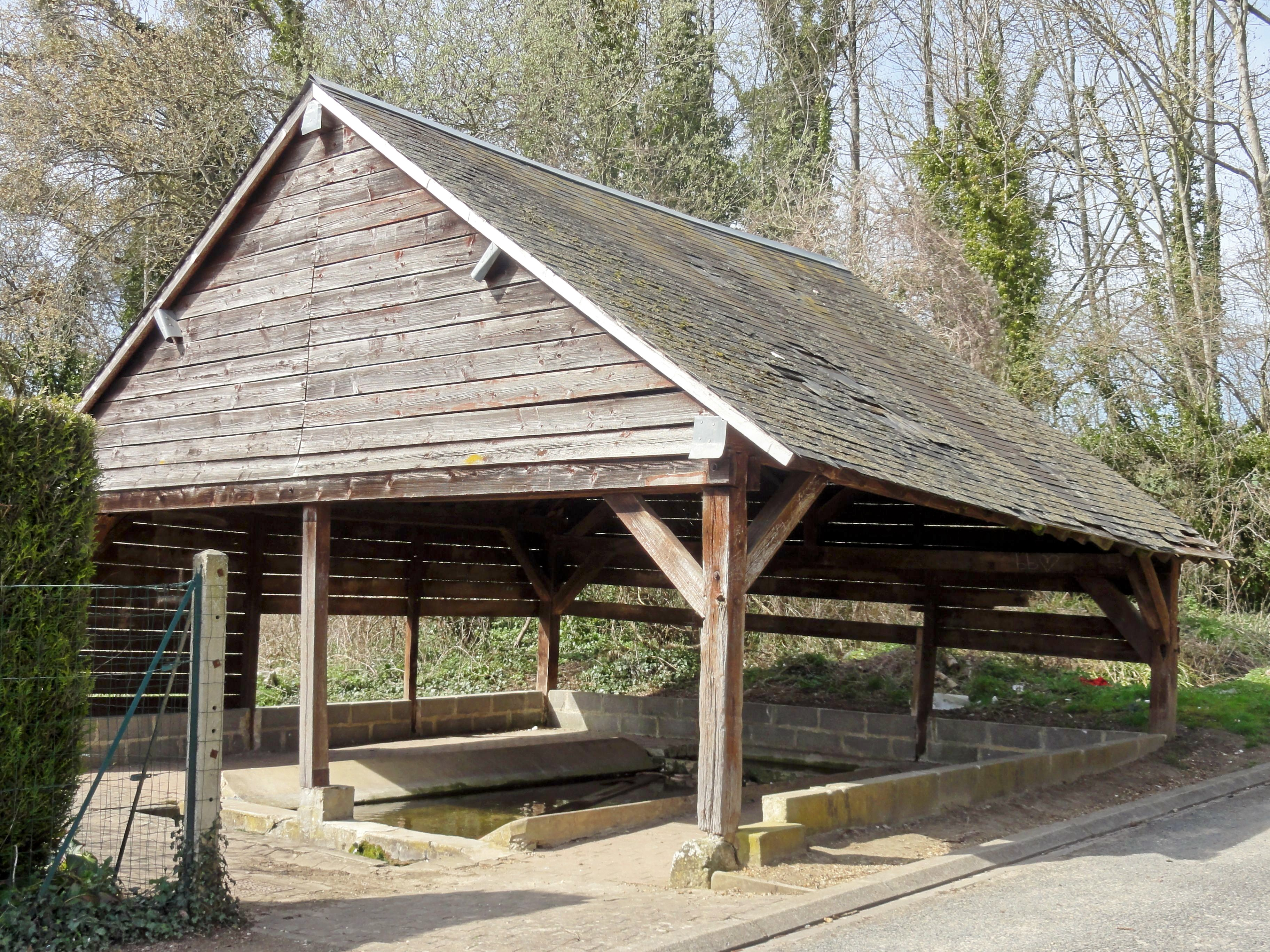
Lavoir
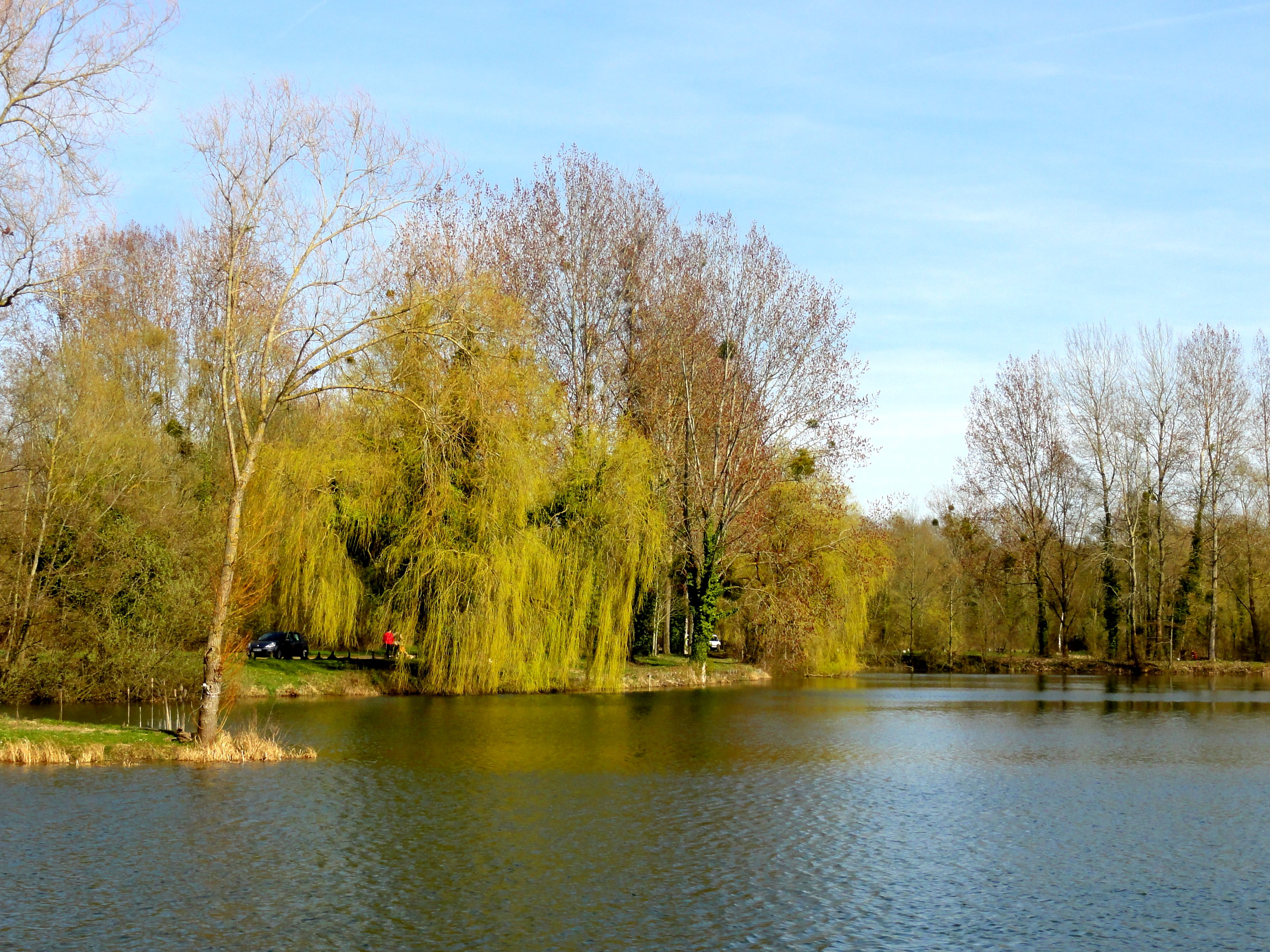
Einer von mehreren Teichen in der Thérain-Niederung

### Bürstenmuseum

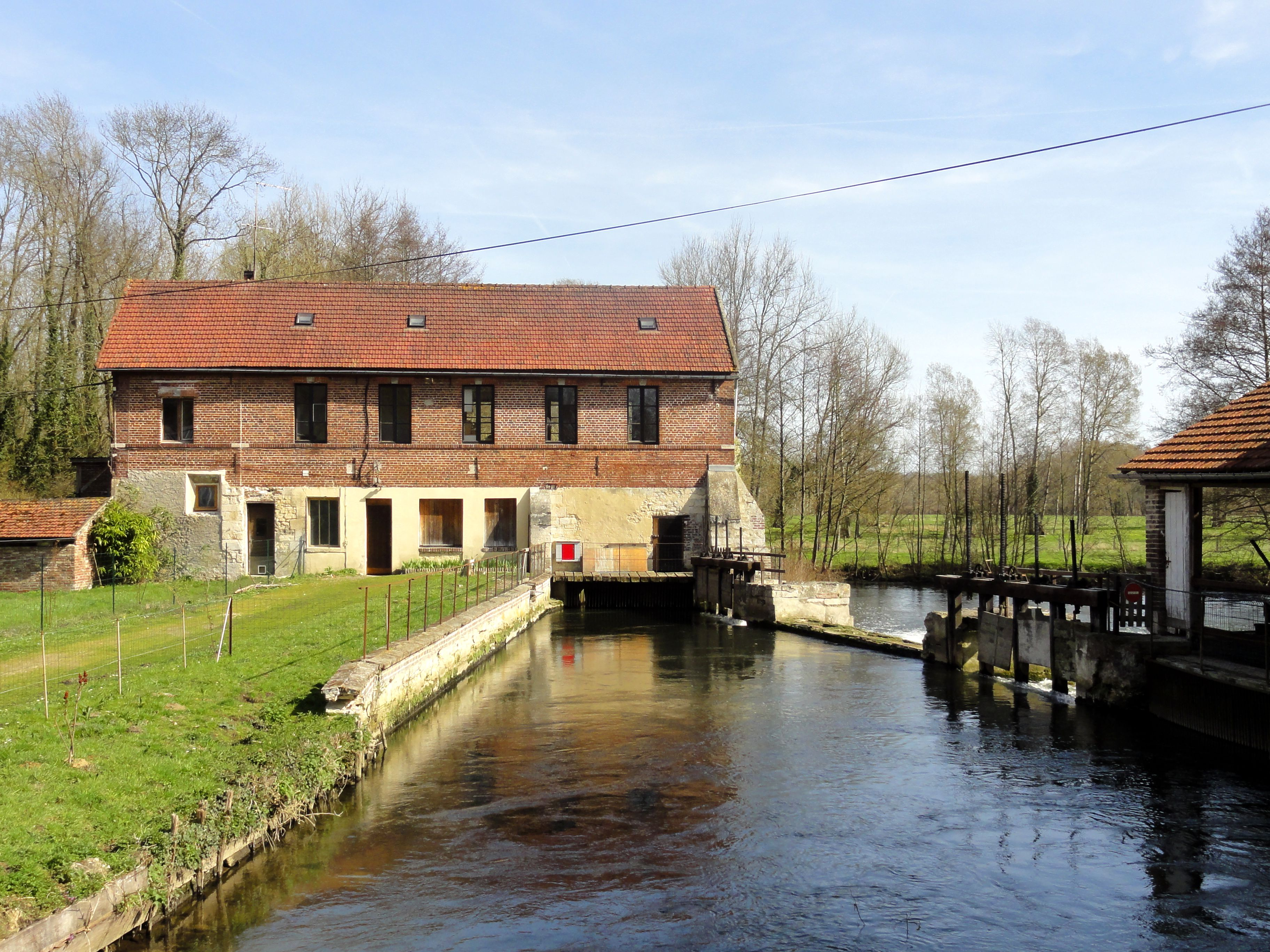
Wassermühle mit Bürstenmuseum

Ursprünglich im 16. Jahrhundert als herrschaftliche Weizenmühle für das Benediktinerkloster Saint-Lucien in Beauvais errichtet, trieb die Wassermühle später zunächst ein Knochensägewerk an, ab 1864 die Maschinen einer Bürstenfabrik. Ein Teil der technischen Ausrüstung der Fabrik aus dem 19. Jahrhundert ist erhalten geblieben, die in einem Museum besichtigt werden kann.

## Belege
1. ↑  Kirche auf pop.culture.gouv.fr (französisch)
2. ↑  Bürstenmuseum auf pop.culture.gouv.fr (französisch)